# Folignano
Folignano est une commune italienne d'environ 9 100 habitants, située dans la province d'Ascoli Piceno, dans la région Marches, en Italie centrale.

## Administration
| Période                                  | Période | Identité | Étiquette | Qualité |
| ---------------------------------------- | ------- | -------- | --------- | ------- |
|                                          |         |          |           |         |
| Les données manquantes sont à compléter. |         |          |           |         |

### Hameaux
Castel Folignano, Villa Pigna, Piane di Morro, Case di Coccia

### Communes limitrophes
Ascoli Piceno, Civitella del Tronto, Maltignano, Sant'Egidio alla Vibrata